# Ікута-Мару (1018)
Ікута-Мару (1018) — транспортне судно, яке під час Другої світової війни брало участь у операціях японських збройних сил на Тихому океані.
Малий танкер «Ікута-Мару» спорудили в 1944 році на верфі Naniwa Dock в Осаці для компанії Tochigi Kisen.
11 серпня 1944-го судно підрвалось на міні та затонуло поблизу Палембангу – центра нафтовидобувної промисловості на сході острова Суматра.